# Alla Koesjnir
Alla Sjoelimovna Koesjnir (Hebreeuws: אלה שולימובנה קושניר, Russisch: Алла Шулимовна Кушнир) (Moskou, 11 augustus 1941 - Tel Aviv, 2 augustus 2013) was een Israëlische schaakster van Russische afkomst. Zij was, sinds 1976, een grootmeester bij de dames (WGM). Vanaf de jaren 80 van de twintigste eeuw was ze hoogleraar in de archeologie.

## Resultaten als schaakster
Haar resultaten in het vrouwentoernooi bij het kampioenschap van de Sovjet-Unie waren: 5e in Lipetsk (1959), 3e-4e met Volpert in Bakoe (1961), 2e-3e met Volpert in Riga (1962), 3e-4e met Koslovskaya in Bakoe (1963) (en in de match playoff versloeg ze Koslovskaya met 4–2), gedeeld 1e met Ranniku in Beltsy (1970) (en in de match playoff in Moskou in febr. 1971 versloeg ze Ranniku met 4½-3½).
In 1962 werd ze Internationaal Meester bij de dames (WIM).
In 1964 eindigde Koesjnir gedeeld 1e-3e, met Milunka Lazarević en Tatjana Zatoelovskaja, bij het kandidatentoernooi in Soechoemi. In 1967 won ze in Beberjik  en won ze het kandidatentoernooi in Subotica.
Ze bereikte driemaal de status van uitdager voor het wereldkampioenschap bij de vrouwen, maar verloor in 1965 in Riga (+3 –7 =3), in 1969 in Tbilisi/Moskou (+2 –6 =5) en in 1972 in Riga (+4 –5 =7 ) van Nona Gaprindasjvili.
Verdere resultaten in toernooien: 2e in Belgrado in 1968, gedeeld 1e-2e (met Nikolau) in Sinaia in 1969, gedeeld 2e-3e (met Vobralova, de winnaar was Mária Ivánka) in Wijk aan Zee in 1971, winst in Belgrado in 1971 (voor Gaprindasjvili), winst in Moskou in 1971, winst in Vrnjačka Banja in 1973 en 3e in Voronezj in 1973 (na Zatoelovskaja en Ljoedmila Saoenina).
Van juli 1972 tot januari 1978 was ze nummer twee op de wereldranglijst bij de vrouwen.
In 1974 emigreerde ze van de Sovjet-Unie naar Israël. In 1976 werd Koesjnir grootmeester bij de vrouwen (WGM). Eveneens in 1976 won ze, met evenveel punten als Jelena Achmilovskaja, het Interzone-toernooi in Roosendaal. In 1978 bereikte ze de finale van het kandidatentoernooi voor het wereldkampioenschap, maar verloor van Maia Tsjiboerdanidze.

### Schaakolympiades
Koesjnir won de Schaakolympiade voor vrouwen drie keer: in 1969 in Lublin en in 1972 in Skopje won ze met het team van de Sovjet-Unie, met beide keren het beste individuele resultaat aan bord 2 (resp. 8.5 pt. uit 9 en 7 pt. uit 8), en in 1976 in Haifa won ze met het Israëlische team, waarbij ze het beste individuele resultaat behaalde aan het eerste bord (7.5 pt. uit 8).

## Archeologie
Later gaf Koesjnir haar schaakcarrière op. Vanaf 1978 concentreerde ze zich op haar wetenschappelijke activiteiten als archeologe. Na 1979 speelde ze geen competitieve partij meer. Ze werd hoogleraar aan de Universiteit van Tel Aviv.

### Publicaties
- 1995: An Inscribed Lead Weight from Ashdod: A Reconsideration in "Zeitschrift für Papyrologie und Epigraphik", Deel 105, blz. 81–84, ISSN 0084-5388
- 1995: Two Inscribed Weights from Banias in "Israel Exploration Journal", Deel 45, Nr. 1, blz. 48–51, ISSN 0021-2059
- 2000: On the Visit of Agrippa I to Alexandria in AD 38 in "The Journal of Jewish studies", Deel 51, Nr. 2, blz. 227, ISSN 0022-2097
- 2001: Was Late Hellenistic Silver Coinage Minted for Propaganda Purposes? in "The Numismatic Chronicle", blz. 41–52, ISSN 0078-2696
- 2002: Two Inscribed Lead Weights of Agrippa II in "Zeitschrift für Papyrologie und Epigraphik", Deel 141, blz. 295–297, ISSN 0084-5388
- 2002: New Hellenistic Lead Weights from Palestine and Phoenicia in "Israel Exploration Journal", Deel 52, Nr. 2, blz. 225–230, ISSN 0021-2059
- 2007: Palestinian Lead Weight Mentioning the Emperor Hadrian in "Zeitschrift für Papyrologie und Epigraphik", Deel 159, blz. 291–292, ISSN 0084-5388

## Overlijden
Ze overleed in 2013 in Tel Aviv, 9 dagen voor haar 72e verjaardag. De doodsoorzaak werd niet bekendgemaakt.